# قزل قية (هير أردبيل)
قزل قیة (بالفارسية: قزل قیه) هي قرية تقع في إيران في أردبيل. يقدر عدد سكانها بـ 1,095 نسمة .